# 锡代诺
锡代诺（義大利語：Siderno），是意大利雷焦卡拉布里亚广域市的一个市镇。总面积31平方公里，人口18000人，人口密度580.6人/平方公里（2009年）。ISTAT代码为080088。